# Herman Louis Heijermans
Herman Louis Heijermans (Amsterdam, 17 april 1905 – 13 september 1978), was een Nederlands arts. Hij was sociaal-geneeskundige, hoofd van de afdeling Contrôle-Melding van de GG&GD te Amsterdam. Verder legde hij zich vooral toe op gezondheidszorgvoorlichting door middel van artikelen in de krant, radiopraatjes en boeken.

## Levensloop
Herman Louis Heijermans was een zoon van de arts Louis Heijermans, die gemeentearts was te Amsterdam en een van de oprichters van het bureau voor armlastige zieken, een voorloper van de GG&GD. Hij was een oomzegger van de toneelschrijver Herman Heijermans. Zijn moeder was Johanna Bastiana Filarski. Heijermans behaalde zijn artsdiploma aan de Universiteit van Amsterdam in 1930. 
Heijermans was daarna gedurende een jaar scheepsarts op een passagiersschip naar Batavia, het latere Jakarta in Indie. Hij trouwde in 1937 met Barbara Franciska Hubertina Selles, met wie hij bevriend was vanaf hun studiejaren op het Barlaeus Gymnasium. Ze kregen drie dochters, Hubertine Heijermans, Miek en Lenneke, waarvan de laatste in de oorlogsjaren twee maanden na de geboorte stierf aan bloedvergiftiging. 
Gedurende de oorlog dook de half-Joodse Heijermans onder in een ziekenhuis te Laren. Men constateerde daar bij hem een beginstadium van tuberculose. Noodgedwongen kwam het gezin van Heijermans de oorlog door zonder de aanwezigheid van de vader, maar zijn vrouw Barbara slaagde er desondanks in een rechtenstudie te voltooien en begon een advocatenpraktijk aan huis. In 1958 kwam het tussen het echtpaar tot een echtscheiding. Heijermans hertrouwde nog datzelfde jaar met Louisa Gommel en vervulde eindelijk zijn langgekoesterde wens tot reizen, hetgeen hij de daarop volgende jaren dan ook volop deed.

## Werk
Heijermans volgde zijn vaders voetsporen door arts te worden. Aanvankelijk werkte hij, samen met zijn vrouw die verpleegster was, vanuit een eigen kliniek aan huis. In die tijd leidde hij onder meer bevallingen en zette gebroken ledematen in het gips. Hij was gedurende 20 jaar personeelsarts bij de Amsterdamse politie. Vanaf de jaren 50 tot aan de pensioengerechtigde leeftijd in 1970 was hij verbonden aan de GG&GD van Amsterdam.
Als sociaal bewogen arts legde hij nadruk op preventie en volksvoorlichting. Bij de GG&GD verzorgde hij een deel van de praktische uitvoering van de openbare gezondheidszorg. Heijermans hield zich ook bezig met de beroepsrisico's van het Amsterdams gemeentepersoneel, hij zorgde er onder andere voor dat trambestuurders konden zitten bij hun werk. 
Voorlichting en preventieve maatregelen ter voorkoming van gevaarlijke volksziekten als  tuberculose en de ziekte van Weil vormden voor Heijermans een belangrijk onderdeel van zijn werk ten behoeve van de algemene gezondheidszorg. Hij had een wekelijkse medische rubriek in het dagblad Het Vrije Volk en verzorgde voorlichtingspraatjes voor de VARA-radio. Heijermans was lid van de PvdA
Voor het door zijn vader in 1937 bewerkte bekende boek Het Sexuele Leven van de Mens van Fritz Kahn schreef hij bij een naoorlogse heruitgave de inleiding.

## Portretten

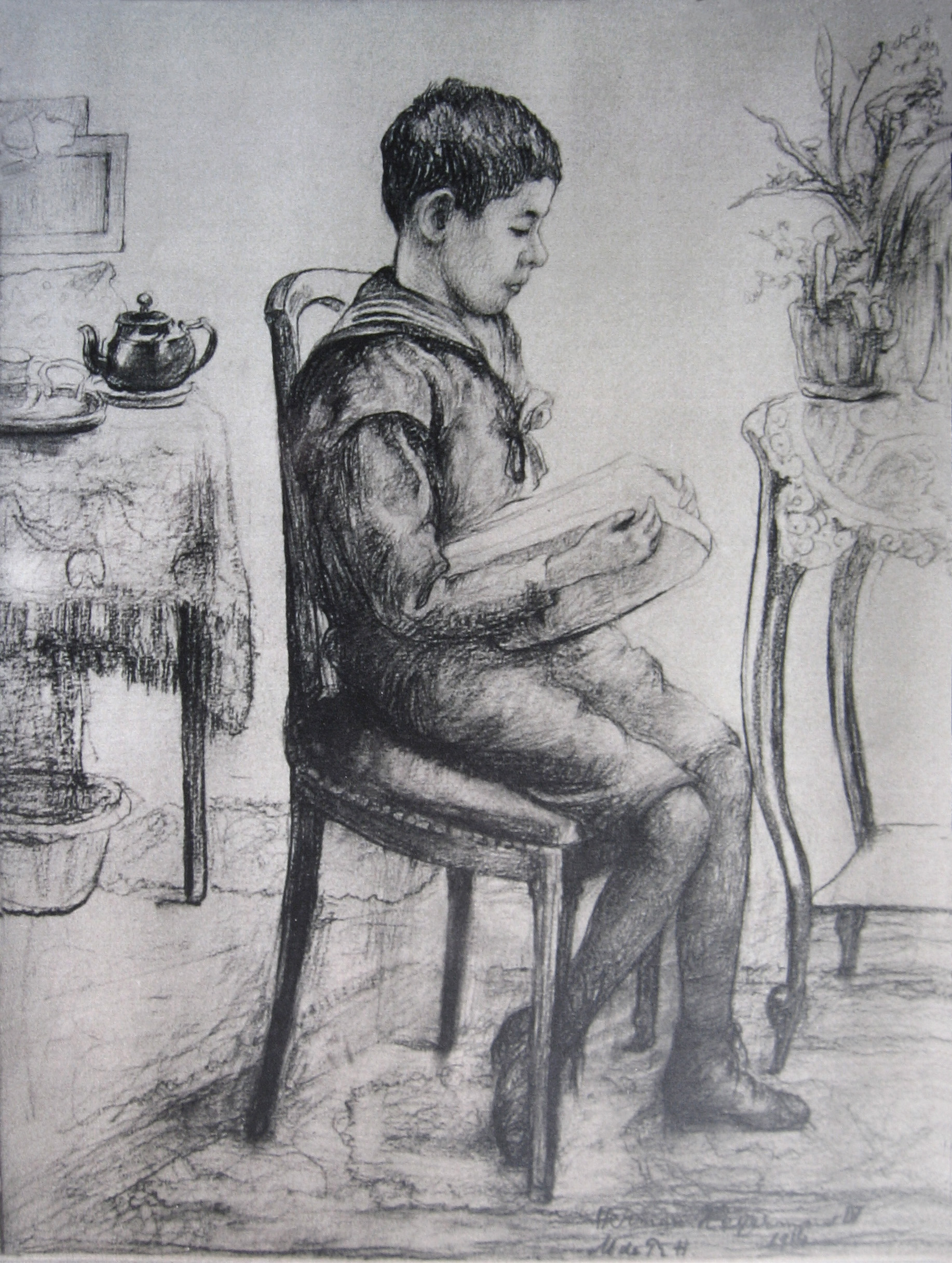
Herman Louis Heijermans op 9-jarige leeftijd in 1914
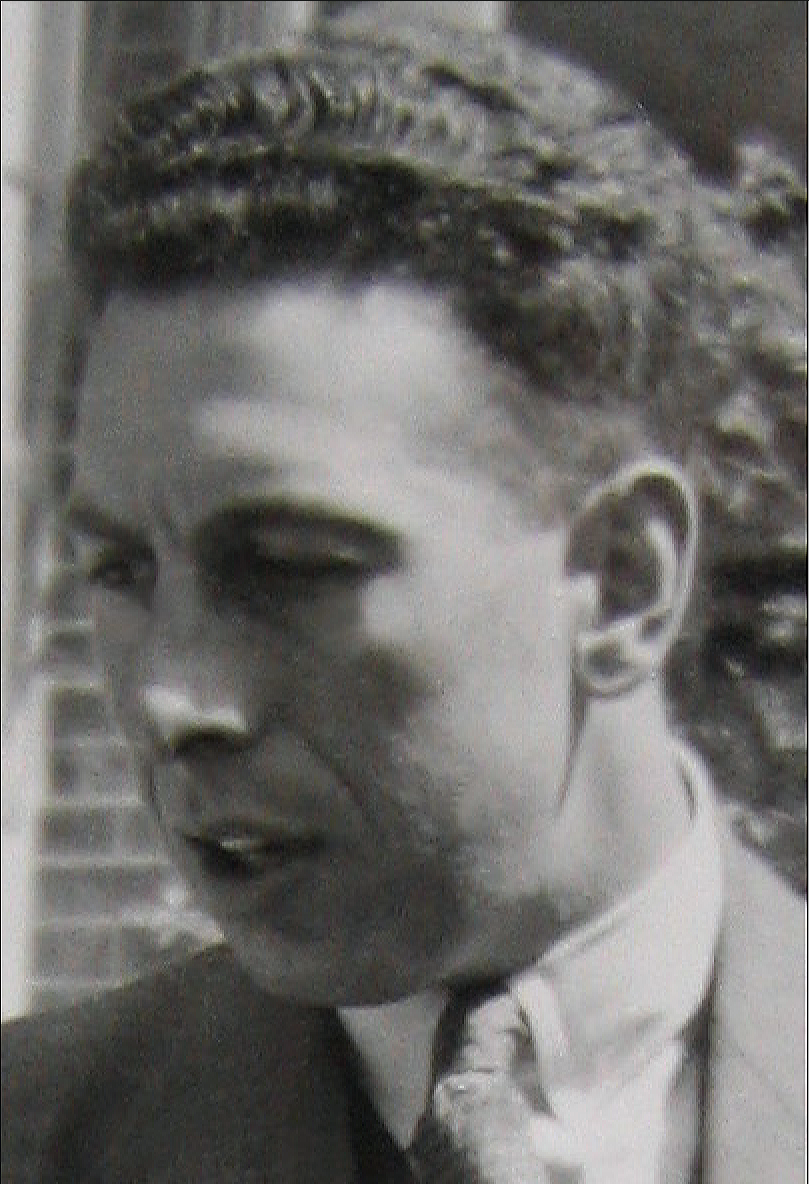
Heijermans in 1940
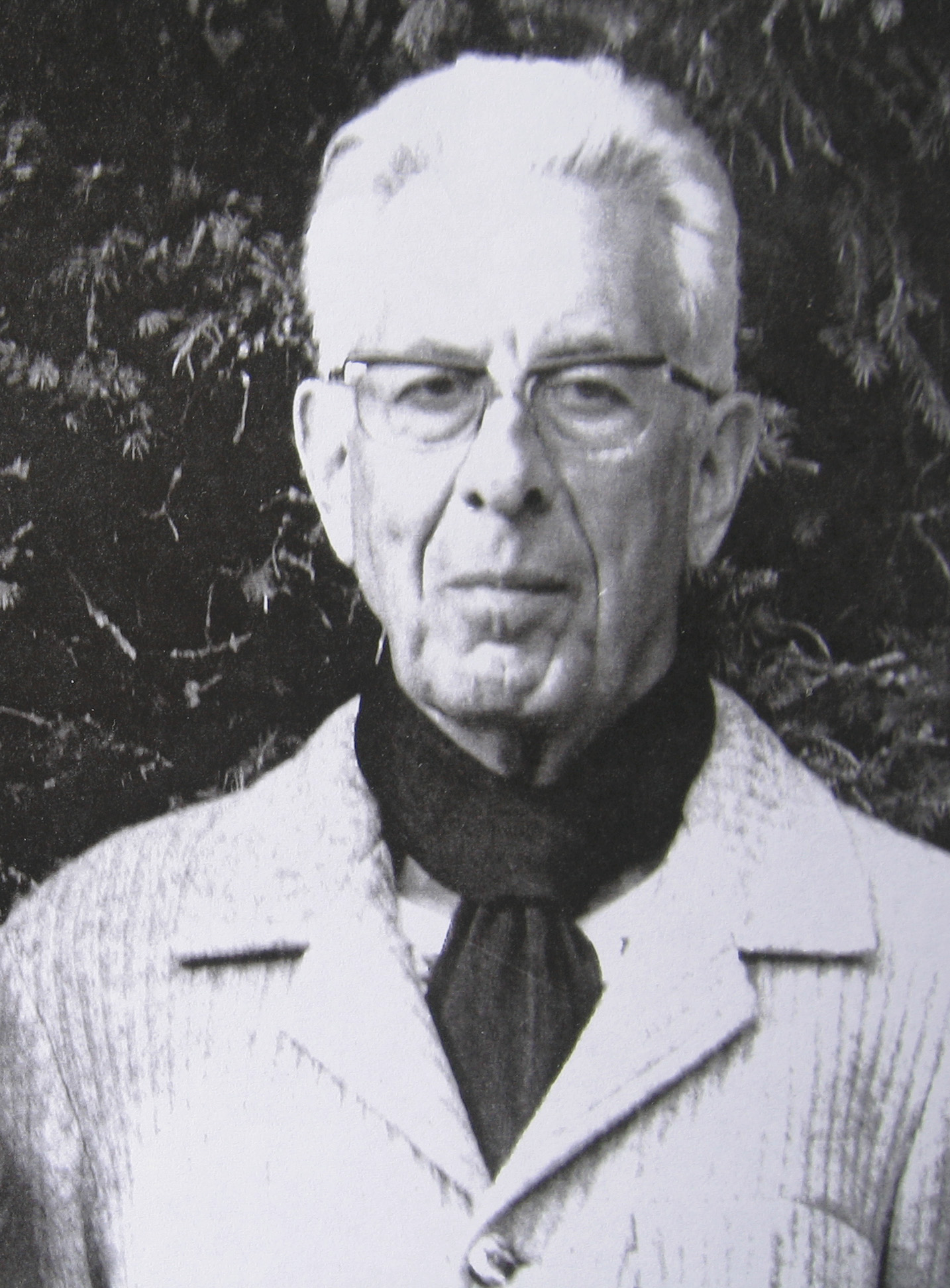
Heijermans in 1977